# Ciano
Il cìano è uno dei colori dello spettro percepibile dall'occhio umano, classificato come "colore freddo". La lunghezza d'onda del ciano è tra 500 e 520 nanometri. Insieme al giallo e al magenta è un primario sottrattivo, utilizzato nella codifica CMYK.
Il ciano è il colore complementare del rosso: un pigmento di colore ciano dunque assorbe la luce rossa. Alcune sue gradazioni comprendono il turchese e l'acquamarina (o verde acqua).
Viene, alcune volte confuso con alcune tonalità di blu, di verde o addirittura con l'azzurro. Inoltre, all'interno dei testi inerenti alla fotografia, fino agli anni settanta, il ciano è stato solitamente chiamato "blu-verde".
Nonostante questo fraintendimento sia comune, il ciano non è né una gradazione di blu né di verde, bensì un colore totalmente a sé stante.

## Etimologia
Il nome deriva dal greco antico κύανος che significa “smalto blu”, ricavato dai lapislazzuli.

## In natura

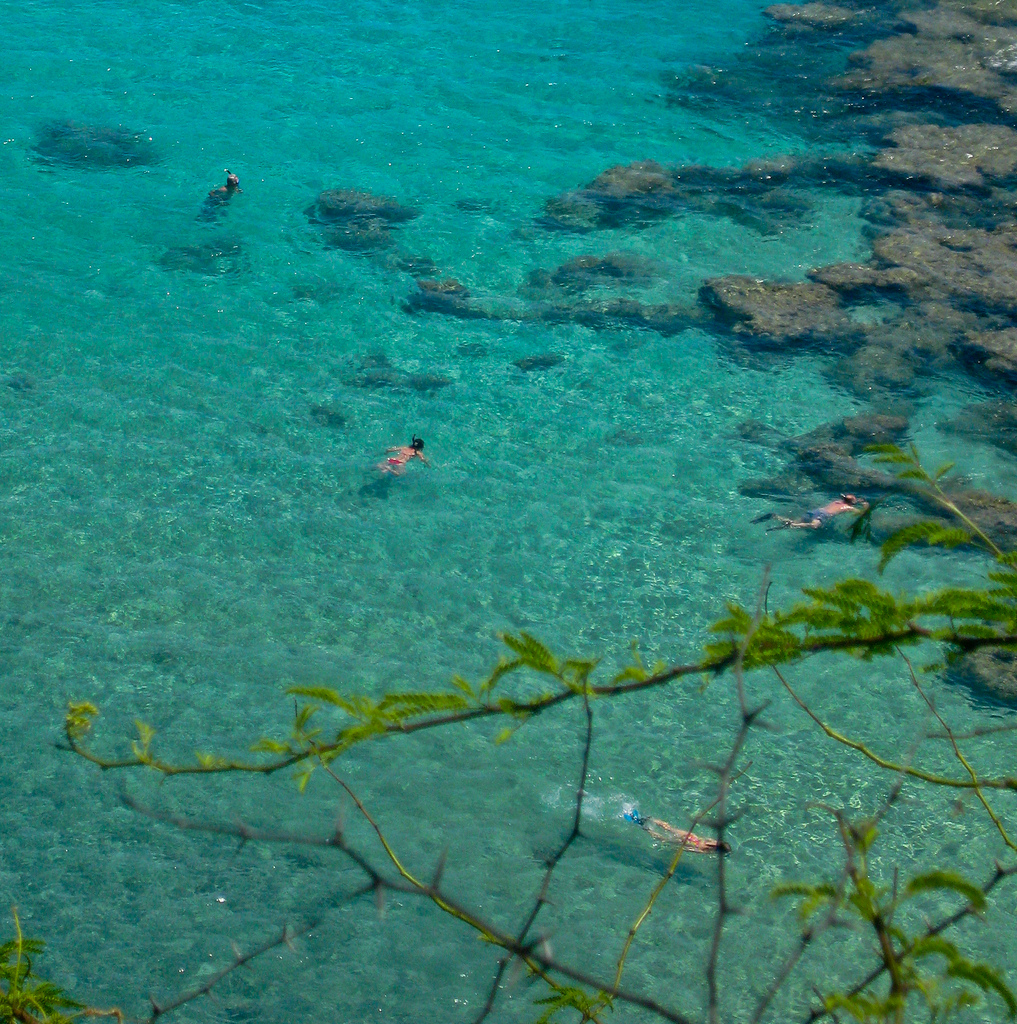
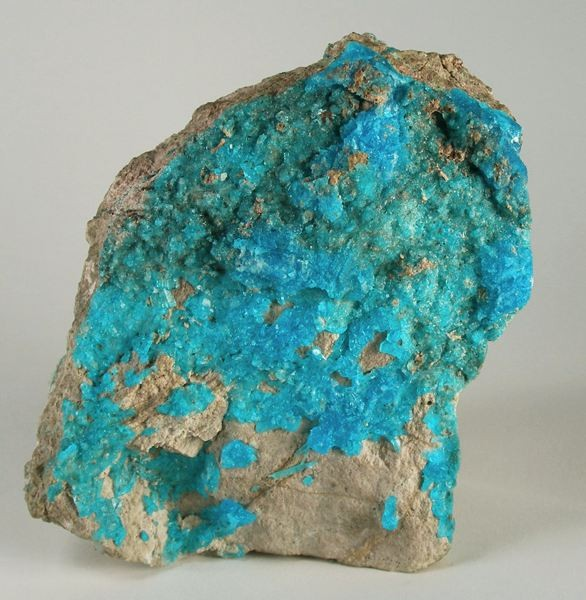
Kröhnkite

## Codifica

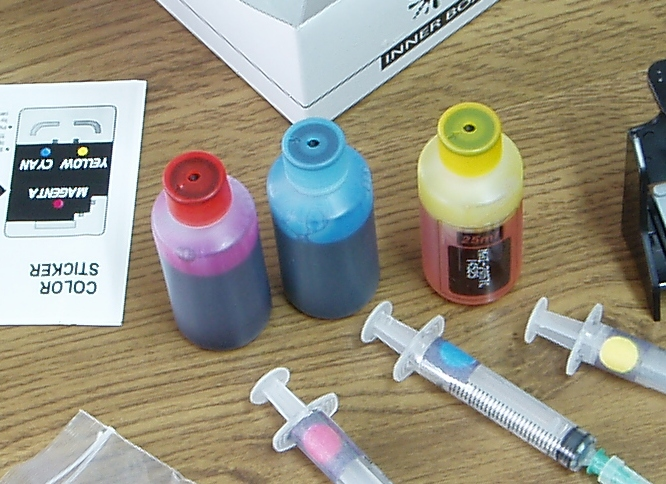
Ricariche per cartucce di colore magenta, ciano e giallo.

Il ciano è uno degli inchiostri comunemente utilizzati nella stampa a quattro colori, insieme con il magenta, giallo e nero; questo insieme di colori viene denominato CMYK. Il ciano è anche uno dei tre coloranti (gli altri due sono il magenta e il giallo) usati per la sintesi dei colori in fotografia e nel cinema.
Sebbene sia il colore secondario additivo (usato negli schermi video) che il primario sottrattivo (usato nella stampa) siano chiamati "ciano", si tratta di due colori sostanzialmente diversi l'uno dall'altro. Infatti anche se la luce e l'inchiostro hanno lo stesso nome, l'inchiostro da stampa è molto meno vivo, infatti la tecnologia di stampa CMYK non può riprodurre accuratamente il ciano puro (100% blu + 100% verde) sulla carta e non vi è alcuna conversione fissa dai primari CMYK a RGB. Diverse formulazioni vengono utilizzate per l'inchiostro della stampante, quindi possono esserci variazioni nel colore stampato che è puro inchiostro ciano. 
Questo anche perché la miscelazione del colore sottrattiva (al contrario dell'additivo) nel mondo reale non produce costantemente lo stesso risultato quando si miscelano colori apparentemente identici, poiché le frequenze specifiche filtrate per produrre quel colore influiscono sul modo in cui questo interagisce con altri colori.

### RGB

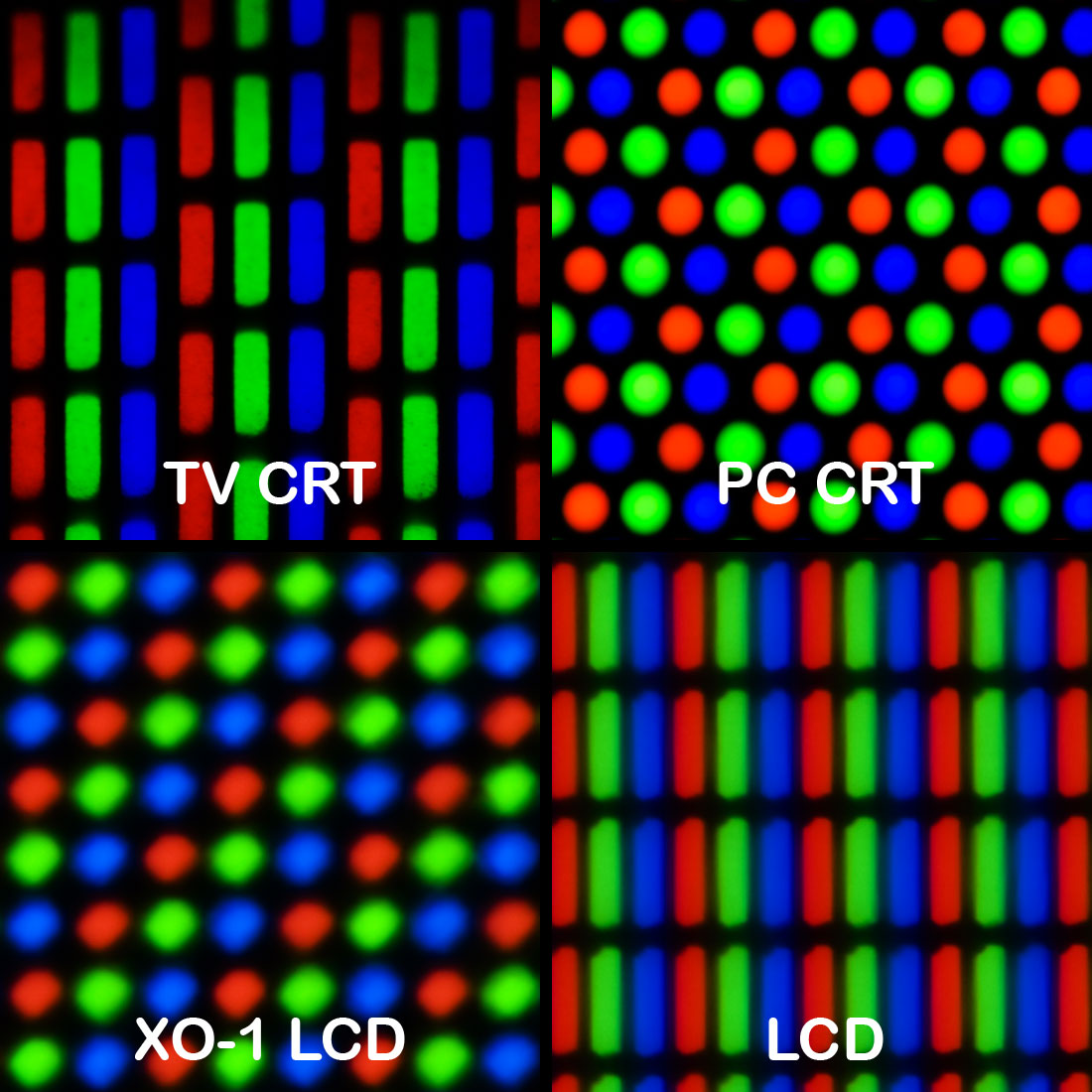

Nella codifica RGB, il ciano è ottenuto dalla combinazione del blu e del verde, che sono rispettivamente rappresentati dai codici (0; 0; 255) e (0; 255; 0). Il codice del ciano è dato dalla terna (0; 255; 255), ovvero con il valore massimo (255) delle componenti blu e verde,  e un valore nullo (0) della componente rossa. Tale combinazione nel sistema numerico esadecimale (HEX) corrisponde al valore #00FFFF (utilizzato ad esempio nel linguaggio HTML per identificare il colore ciano).
Gli schermi che si basano sulla codifica RGB hanno tre tipi di pixel: rossi, verdi e blu, aventi una forma e una disposizione differente a seconda dello specifico tipo di schermo (ad esempio TV CRT, PC CRT o LCD); la visualizzazione del colore "ciano" corrisponde dunque all'accensione dei pixel di colore blu e verde al 100%, mentre la visualizzazione di varianti del colore ciano corrisponde a una combinazione dei tre tipi di pixel con valori prossimi ai valori del ciano "puro".

### HSV
Nella codifica HSV (tonalità, saturazione e valore), la tonalità del colore ciano è associata ad un angolo di 180°, per cui il colore ciano è rappresentato dalla terna (180°; 100%; 100%), dove la saturazione e il valore del colore sono entrambi al loro valore massimo (100%).

### HSL
Nella codifica HSL (tonalità, saturazione e luminosità), la tonalità del colore ciano è associata ad un angolo di 180°, per cui il colore ciano è rappresentato dalla terna (180°; 100%; 50%), dove la saturazione del colore è al loro valore massimo (100%), mentre la luminosità è al valore medio (50%).

### In HTML
La codifica in HTML del colore ciano è #00FFFF

### Pantone
Nella scala Pantone il ciano corrisponde al codice 3252C

## Anaglifi
Il ciano, assieme al rosso, è utilizzato negli anaglifi, che sono una particolare tecnica per visualizzare immagini in 3D. Tale tecnica sfrutta appunto l'utilizzo di occhiali con lenti di due colori differenti, una rossa e una ciano, che servono a visualizzare in 3D delle immagini create appositamente, che viste senza occhiali si vedono "sdoppiate" con contorni di colore rosso e ciano.

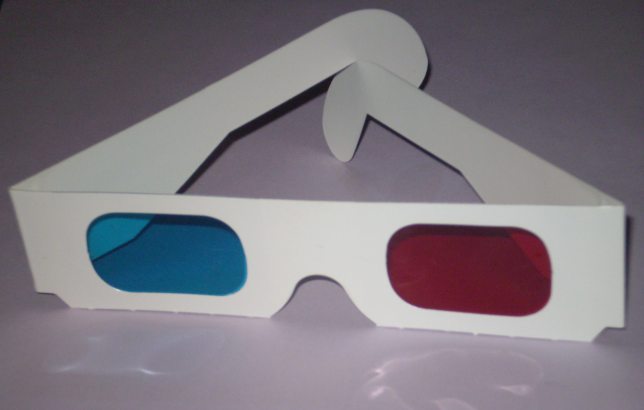
Occhialini per anaglifo in cartoncino, a basso costo e facilmente allegabili a riviste o libri
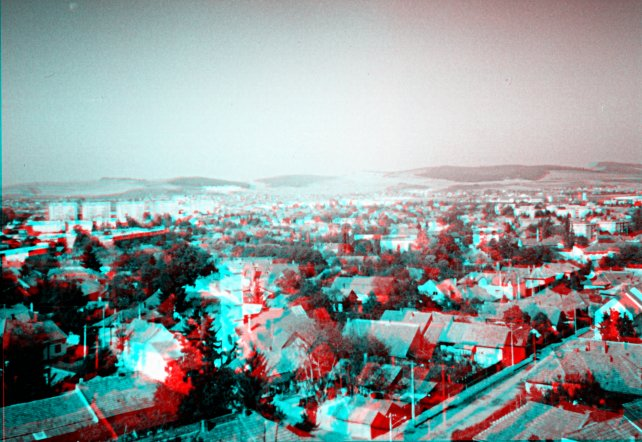
Anaglifo ottenuto da un'immagine in bianco e nero